# Les Rivières (Québec)
Pour les articles homonymes, voir Les Rivières.
Les Rivières est l'un des six arrondissements de la ville de Québec (Canada). Il tire son nom de la rivière Saint-Charles qui le traverse, ainsi que de deux affluents de celle-ci, la rivière du Berger et la rivière Lorette. L'arrondissement occupe le centre géographique de la ville.

## Histoire
L'arrondissement des Rivières correspond en partie au secteur des Rivières de l'ancienne ville de Québec, avant les réorganisations municipales québécoises de 2002. Il comprend également l'ancienne ville de Vanier, fusionnée en 2002. Le secteur des Rivières de l'ancienne ville englobait quelques municipalités annexées à Québec dans les années 1970, soit Duberger, Les Saules, Neufchâtel et Charlesbourg-Ouest. Ces anciennes municipalités ont donné leur nom à leur quartier respectif, sauf Charlesbourg-Ouest qui est devenu le quartier Lebourgneuf. (L'origine du nom Lebourgneuf tient dans les dernières lettres de Charlesbourg et les premières lettres de Neufchâtel, ces deux secteurs étant situés de part et d'autre de ce quartier.)

## Quartiers
L'arrondissement est divisé en trois quartiers :
- Vanier
- Neufchâtel-Est–Lebourgneuf
- Duberger–Les Saules

## Administration

### Liste des présidents d'arrondissement
- 2002 - 2013 : Gérald Poirier
- 2013 - 2017 : Natacha Jean
- 2017 - 2018 : Jonatan Julien
- 2018 - 2021 : Dominique Tanguay
- 2021 - : Alicia Despins

## Attraits

### Parcs industriels
- Parc technologique du Québec métropolitain
- Parc industriel Armand-Viau
- Parc industriel Cardinal
- Parc industriel de Carillon
- Parc industriel de Duberger
- Parc industriel des Carrières
- Parc industriel Frontenac
- Parc industriel Métrobec
- Zone industrielle Lebourgneuf
- Zone industrielle du Carrefour du commerce

### Centres commerciaux
- Centre commercial les Galeries de la Capitale
- Zone commerciale Lebourgneuf
- Place Fleur de Lys

### Lieux culturels et religieux
- Bibliothèque Aliette-Marchand
- Bibliothèque Jean-Baptiste-Duberger
- Bibliothèque Lebourgneuf
- Bibliothèque Les Saules
- Bibliothèque Saint-André
- Église Notre-Dame-de-Recouvrance
- Église Saint-Eugène
- Église Sainte-Monique-des-Saules
- Salle du royaume des Témoins de Jéhovah
- Église Saint-André
- La Chapelle spectacles

### Loisirs et parcs
- Aréna de Duberger
- Aréna Les Saules
- Aréna Patrick Poulin
- Centre communautaire Michel-Labadi
- Corridor des cheminots
- Parc Chauveau
- Parc de l'Escarpement
- Parc de l'Accueil
- Parc du Frère-Frédéric
- Parc du Petit-Bois
- Parc Émile-Nelligan
- Parc Antoine-Masson
- Parc Saint-Francois-Xavier
- Parc Prévert
- Parc Saint-André
- Parc-école Apprenti-Sage
- Parc des Brumes
- Parc Louis-Latulippe
- Parc Duberger
- Parc Sainte-Monique
- Piscine Jos-A.-Lachance
- Aire de L'Islet-La Montée
- Complexe Jean-Paul-Nolin

## Démographie
| 2001   | 2006   | 2011   | 2016   |
| ------ | ------ | ------ | ------ |
| 56 725 | 59 920 | 69 070 | 73 075 |